# Amaxia flavicollis
Amaxia flavicollis là một loài bướm đêm thuộc phân họ Arctiinae, họ Erebidae.